# Зенон Сидонский
Зенон из Сидона (др.-греч. Ζήνων ο Σιδώνιος; II в. до н. э.) — древнегреческий философ, ученик афинского эпикурейца Аполлодора.
Цицерон («De natura deorum») называет его главой эпикурейцев и остроумнейшим из них; по свидетельству Диогена Лаэрция, он много писал (греч. πολυγράφος άνηρ); Прокл говорит об одном его сочинении, в котором он нападал на достоверность математических доказательств и критиковал Эвклидову геометрию. Иногда его называли «ведущим эпикурейцем» (лат.: Coryphaeus Epicureorum), а Цицерон заявляет, что Зенон презирал других философов и даже называл Сократа «Аттическим шутом (scurram Atticum)». 
Собственные его сочинения до нас не дошли, но сохранившийся трактат его ученика Филодема (περί σημέίων), составлен по лекциям Зенона, у которого, вероятно, заимствованы некоторые места в первой книге цицероновского «De natura deorum». О его философии можно догадываться из фрагментов Филодема под названиями «Об откровенной критике» и «О гневе».
О философе под тем же именем и из того же города Сидона упоминает Диоген Лаэрций, как об ученике Зенона-стоика; его иногда путают с Зеноном Тарсийским. Спустя 25 лет управления Садом, новым его управителем стал эпикуреец Федр. 